# Banski stol
Banski stol (łac. tabula banalis) – dawny sąd dla Chorwacji i Slawonii.
Został utworzony w 1723 roku. Był sądem I i II instancji. Przewodniczył mu ban. W 1725 roku król uzyskał prerogatywę mianowania członków sądu. Apelacje od części wyroków Banskiego stolu wnosiło się do Królewskiego Sądu w Preszburgu. Uległo to zmianie w 1807 roku i od tej pory apelacje wnoszono do sądu Stol sedmorice. Jako sąd I instancji Banski stol był właściwy w sprawach o zdradę stanu, poważny uszczerbek i ważność przywilejów. W 1851 roku miała miejsce kolejna reforma, ustanawiająca Banski stol sądem ziemskim wyższego rzędu i apelacyjnym. Wyroki zapadały w składzie od 3 do 5 sędziów. W 1876 roku stał się także sądem dyscyplinarnym dla adwokatów. Został zlikwidowany w 1945 roku.